# Pietro Edwards
Pietro Edwards (Loreto, 1744 – Venezia, 17 marzo 1821) è stato un pittore e restauratore italiano.

## Biografia
Nasce a Loreto nel 1744 da famiglia di origine inglese, si trasferisce a Venezia nel 1752 dove viene affidato ai Padri del Seminario dove studia e scopre la sua vocazione all'arte.
Nel 1767 diviene membro del Veneto Liberal Collegio di Pittura e nel 1774 ne assume la presidenza che manterrà sino al 1778, diventando poi segretario perpetuo.
Nel 1775 diviene socio della Accademia Clementina di Bologna, poi della San Luca di Roma e di quella Parmense.
Edwards elaborò una logica di intervento probabilmente raffinata quanto la nostra attuale, attenzioni inusuali per le relazioni con le varie personalità, tant'è che egli viene spesso incaricato ad eseguire inventari per l'eredità di privati facoltosi e venne molto considerato dalle varie amministrazioni che si sono succedute.
Nel 1778 viene nominato Direttore al restauro delle Pubbliche Pitture (già affidato al Collegio dal 1724) in base ad un contratto da lui stesso ideato, ("Capitoli che privatamente vi propongo alla considerazione degli EE.mi Rif.ri dello Studio di Padova per l'effettuazione del Restauro generale dei Quadri di pubblica ragione, loro commesso con decreto dell'E.mo Senato 6 giugno 1771 [ante 10 agosto 1777]"), nel quale vengono indicati gli obblighi dei restauratori e degli ispettori, un documento che non avrà pari sino 1972 quando il Ministero della Pubblica Istruzione redigerà la “Carta del Restauro di Roma”. Il contratto prevedeva la limitazione delle persone che potevano occuparsi del restauro delle pubbliche pitture: originariamente Giuseppe Bertani, Giuseppe Diziani e Nicolò Baldassini.
Nel 1779 Edwards fu pure consultato per il primo progetto di una pubblica galleria che raccogliesse le pitture veneziane più significative, quella che sarà poi le “Gallerie dell'Accademia”, inoltre gli Inquisitori di Stato gli affidarono già allora l'esame della conservazione di numerose pitture di chiese, la cui competenza sarebbe quindi spettata al Mengardi.
Dopo il 1819, ma prima del 1821 data della sua morte, redige il progetto Istituzione di una formale pubblica Scuola del Restauro delle Danneggiate Pitture comprendendo l'esigenza di ricostituire una tradizione di restauro che potesse essere di minore attrito con l'arte tradizionale di quanto non fossero gli artefici che traevano le loro cognizioni tecniche dalle Accademie di ispirazione neoclassica, quindi con una impostazione totalmente differente, sia al riguardo della resa materica che del generale equilibrio cromatico e spaziale del dipinto, decisamente più violento. Al proposito si deve ricordare che la prima scuola di restauro che sarà operativa è del 1938, quando verrà istituito l'Istituto Centrale del Restauro a Roma.